# Râul Valea Păzăciunii
Râul Valea Păzăciunii este un curs de apă, afluent al Tâșla. 

## Hărți
- Harta județului Maramureș
- Harta munții Maramureșului
- Harta munții Maramureșului [nefuncțională – arhivă]
- Harta traseelor turistice din Maramureș  Arhivat în 7 mai 2010, la Wayback Machine.